# Baeoura ebenina
Baeoura ebenina là một loài ruồi trong họ Limoniidae. Chúng phân bố ở miền Cổ bắc.